# Frances Hannon
Frances Hannon (...) è una truccatrice statunitense.

## Biografia
Nel 2015, insieme a Mark Coulier, ha ricevuto il premio Oscar al miglior trucco e il premio BAFTA al miglior trucco per il film Grand Budapest Hotel, diretto da Wes Anderson.

## Filmografia
- L'uomo che sapeva troppo poco (The Man Who Knew Too Little), regia di Jon Amiel (1997)
- Rushmore (1998)
- Lara Croft: Tomb Raider - La culla della vita (Lara Croft: Tomb Raider - The Cradle of Life)) (2003)
- Hotel Chevalier (2007)
- Il treno per il Darjeeling (The Darjeeling Limited) (2007)
- Il discorso del re (The King's Speech) (2010)
- X-Men - L'inizio  (X-Men: First Class) (2011)
- Grand Budapest Hotel (The Grand Budapest Hotel) (2014)
- Jason Bourne (2016)
- Jurassic World - Il regno distrutto (Jurassic World: Fallen Kingdom) (2018)